# Nationaal park Sounion
Nationaal park Sounion (Grieks: Εθνικός δρυμός Σουνίου, Ethnikós drumós Sounioú) is een nationaal park in Griekenland op en rond Kaap Soenion. Het park is 3500 hectare groot en werd opgericht in 1971. Het park ligt in de zuidoostelijke tip van Attica, in het gebied 'Lavreotiki'. Het park bestaat uit bossen van Aleppoden, steeneik en maquis. In het nationaal park bloeien verschillende endemische plantensoorten, zoals Centaurea laureotica en Centaurea attica ssp. asperula. Er komen ook veel mineralen, grotten en karstformaties voor. Het park eindigt op Kaap Soenion. 